# Stephanie Gilmore
Stephanie Louise Gilmore (Murwillumbah, Nueva Gales del Sur, Australia, 29 de enero de 1988) es una surfista profesional australiana que ha ganado el ASP World Tour en ocho ocasiones (2007, 2008, 2009, 2010, 2012, 2014, 2018 y 2022). En 2010 fue incluida en el Salón de la Fama del Surf, convirtiéndose a los 22 años en la más joven en conseguirlo.

## Biografía
Comenzó a practicar surf a los 10 años, y como aficionada ganó el título júnior de Nueva Gales del Sur en 2003. Al año siguiente se adjudicó el nacional júnior, y a los 17 años comenzó a participar en eventos mundiales como reserva, venciendo en el Roxy Pro Gold Coast de 2005, su primer triunfo en una competición profesional, ganando a Sofia Mulanovich y a la seis veces campeona del mundo Layne Beachley. Poco después venció en la clasificación para las series mundiales y en 2007 comenzó a participar en el ASP World Tour. Ese año obtuvo cuatro victorias y ganó su primer título mundial. Al año siguiente ganó cinco pruebas más, y revalidó su título mundial, ganando también ese año el Triple Crown of Surfing trophy. En 2009 ganó tres pruebas más y obtuvo su tercer título mundial consecutivo.
En 2010 firmó un contrato de 5 millones de dólares con Quiksilver Pro. El 27 de diciembre de dicho año fue agredida por un hombre con una barra de hierro y la partió una muñeca, por lo que al año siguiente solo pudo ser tercera en la clasificación mundial. Para el año 2012 se recuperó y volvió a ganar el título mundial. Sin embargo, en 2013 sufrió varias lesiones, que la apartaron de los primeros puestos en la clasificación, terminando en quinto lugar. En 2014 ganó tres pruebas del mundial de surf, destacando la victoria obtenida en el Swatch Women's Pro de Trestles, donde logró el único 10 de la final ante Sally Fitzgibbons. Estos triunfos la otorgaron su quinto título mundial.
En 2015 se lesionó la pierna en Margaret River. En marzo de 2017 ganó a Lakey Peterson en la final del Roxy Pro Gold Coast, volviendo a ganar un evento mundial desde que lo hiciera en Cascais 2014. Con este triunfo logró su sexto triunfo en la prueba, igualando el récord de Kelly Slater
Tiene en total 25 victorias.

### Victorias
| Fecha                                  | Evento                      | Lugar                  | País           |
| -------------------------------------- | --------------------------- | ---------------------- | -------------- |
| 1-13 de marzo de 2005                  | Roxy Pro Gold Coast         | Gold Coast, Queensland | Australia      |
| 9-15 de octubre de 2006                | Beachley Classic            | Manly Beach, Sídney    | Australia      |
| 3-8 de abril de 2007                   | Rip Curl Pro Bells Beach    | Bells Beach            | Australia      |
| 9-14 de octubre de 2007                | Beachley Classic            | Manly Beach, Sídney    | Australia      |
| 30 de octubre-4 de noviembre de 2007   | Mancora Peru Classic        | Máncora                | Perú           |
| 8-20 de diciembre de 2007              | Billabong Pro               | Honolua Bay            | Estados Unidos |
| 19-24 de marzo de 2008                 | Rip Curl Pro Bells Beach    | Bells Beach            | Australia      |
| 28 de agosto-1 de septiembre de 2008   | Rip Curl Pro Mademoiselle   | Soorts-Hossegor        | Francia        |
| 27 de octubre-3 de noviembre de 2008   | Movistar Classic            | Máncora                | Perú           |
| 24 de noviembre-6 de diciembre de 2008 | Roxy Pro                    | Sunset Beach           | Estados Unidos |
| 8-20 de diciembre de 2008              | Billabong Pro               | Honolua Bay            | Estados Unidos |
| 28 de febrero-11 de marzo de 2009      | Roxy Pro Gold Coast         | Gold Coast, Queensland | Australia      |
| 8-20 de diciembre de 2009              | Billabong Pro               | Sunset Beach           | Estados Unidos |
| 27 de febrero-10 de marzo de 2010      | Roxy Pro Gold Coast         | Gold Coast, Queensland | Australia      |
| 30 de marzo-5 de abril de 2010         | Rip Curl Pro Bells Beach    | Bells Beach            | Australia      |
| 21-26 de abril de 2010                 | Beachley Classic            | Dee Why                | Australia      |
| 30 de octubre-4 de noviembre de 2010   | Rip Curl Search             | Isabela                | Puerto Rico    |
| 11-17 de julio de 2011                 | Roxy Pro France             | Biarriz                | Francia        |
| 25 de febrero-5 de marzo de 2012       | Roxy Pro Gold Coast         | Gold Coast, Queensland | Australia      |
| 11-15 de abril de 2012                 | TSB Bank NZ Surf Festival   | Taranaki               | Nueva Zelanda  |
| 11-17 de julio de 2012                 | Roxy Pro France             | Biarritz               | Francia        |
| 1-12 de marzo de 2014                  | Roxy Pro Gold Coast         | Gold Coast, Queensland | Australia      |
| 9-20 de septiembre de 2014             | Swatch Women's Pro Trestles | Trestles               | Estados Unidos |
| 1-7 de octubre de 2014                 | Cascais Women's Pro         | Cascais                | Portugal       |
| 14-25 de marzo de 2017                 | Roxy Pro Gold Coast         | Gold Coast, Queensland | Australia      |

## Palmarés
- Ganadora del Premio Laureus en 2010.[10]
- Mejor atleta femenina en deportes de acción para la ESPN ESPY (2011 y 2013).[11]